# Pascal Lorne
 (juillet 2020).
Si vous disposez d'ouvrages ou d'articles de référence ou si vous connaissez des sites web de qualité traitant du thème abordé ici, merci de compléter l'article en donnant les références utiles à sa vérifiabilité et en les liant à la section « Notes et références ».
Pour les articles homonymes, voir Lorne (homonymie).
Pascal Lorne, né le 3 octobre 1972 à Valence (Drôme), est un homme d'affaires français ayant créé et revendu plusieurs start-ups dans le domaine des hautes technologies en Europe et aux États-Unis',,,,.

## Biographie
Pascal Lorne a grandi dans le sud de la France.
Son grand-père était directeur d'usine, puis est rentré dans les ordres à la mort de son épouse.
Son père est dirigeant d'entreprise du bâtiment.
Pascal intervient régulièrement dans les écoles (chambre de commerce de Versailles, ESSEC…) et dans le débat public. Il est également membre du comité d’investissement de nombreux fonds et business angel[Lesquels ?].
En 2015, il part aux États-Unis.
Il milite ainsi pour casser le droit du travail, comme dans son ouvrage et proclame que les CDI forment une caste.

## Éducation
Il est ingénieur mécanique, diplômé de l'université Joseph-Fourier en 1992 puis de l'université de Constance (Allemagne) en 1995, et titulaire d’un MBA de l’EM Lyon en 1996. Il a également suivi des études d’art contemporain et de génétique moléculaire à l'université de Berkeley (États-Unis).

## Carrière
À l'âge de 25 ans, Pascal a co-fondé Ismap qui a ensuite été vendu à une entreprise dérivée de Nokia, Benefon (NASDAQ OMX : BNF),. En 2003, il a fondé Miyowa, l'une des sociétés qui ont créé les applications Android préchargées Facebook, Twitter et MSN,. Il a vendu Miyowa à Synchronoss (NASDAQ:SYNC), une société américaine de synchronisation de carnets d'adresses en 2012,,,.
Pascal Lorne a également fondé Let.com en 2013, un site de réseau social pour les adolescents,.
Il est cofondateur et CEO de Gojob, une place de marché du travail temporaire numérique.